# Владимиров, Юрий Яковлевич
Ю́рий Я́ковлевич Влади́миров (25 декабря 1925, Одесса — 22 июня 1978, Хабаровск) — советский композитор, первый председатель (основатель) Дальневосточного отделения Союза композиторов СССР (1960), педагог. Автор 4 балетов, 5 оперетт, 2 кантат, 4 симфоний, свыше 200 песен. Член Союза композиторов СССР (1946), член Союза композиторов Украины (до 1958), член КПСС. Жил и работал в Одессе (до 1958), затем в Хабаровске.
Одна из его песен, «Не надо», вошла в репертуар Клавдии Шульженко. Самая известная песня о центре Дальневосточного края — «Хабаровские огни».

## Биография

### Украинский период
Юрий Владимиров родился 25 декабря 1925 года в Одессе в Украинской ССР, СССР.
В 1933 году поступил в музыкальную школу — десятилетку для одаренных детей имени П. С. Столярского, которую окончил по классу скрипки.
Первые сочинения — соната и пьеса для фортепиано о папанинцах (1937).
В 1940 году — поступил в музыкальное училище в Одессе по классу скрипки.
В 1941 году — поступил в Ленинградскую консерваторию: класс композиции у М. О. Штейнберга, класс скрипки у В. П. Португалова.
В 1944—1945 гг. — в эвакуации, учился в Ташкентской консерватории: класс композиции у А. Ф. Козловского, класс скрипки у Д. В. Бертье.
В 1947 году окончил Одесскую консерваторию: композиторский и оркестровый факультеты (класс композиции у К. Ф. Данькевича, класс скрипки у Л. Д. Лемберского).
В 1947—1949 гг. — учился в Московской государственной консерватории имени П. И. Чайковского по двум классам: композиции/кафедра сочинения (у В. А. Белого) и скрипки.
Работал артистом оркестров Ташкентского театра оперы и балета (1944—1945 гг.), Одесской филармонии (1945—1947, 1949—1950 г.г.), киноотдела Московской государственной эстрады (1947—1949), московского ансамбля под управлением Г. А. Портнова (1948). С 1949 года — ответственный редактор музыкальных программ Одесской студии телевидения.

### Дальневосточный период
В 1958 году по командировке Союза композиторов СССР прибыл в Хабаровск с заданием организовать Дальневосточное отделение Союза композиторов СССР (с 1960). В оргбюро вошли композиторы: В. А. Румянцев (Рейнарт), С. И. Томбак (руководитель эстрадного оркестра при кинотеатре «Совкино»), Н. Н. Менцер, Э. О. Казачков.
В 1958—1960 гг. — преподаватель по классу камерного ансамбля и инструментовки в Хабаровском училище искусств — ХУИ (с 1994 года — Хабаровский краевой колледж искусств), заведующий учебной частью училища.
В 1960—1964 гг. — художественный руководитель музыкальных лекториев Хабаровской филармонии, возглавлял Дальневосточное отделение Всероссийского хорового общества (1960—1975).
В 1967—1968 гг. — старший преподаватель Дальневосточного института искусств во Владивостоке.
С 1968 года — заведующий кафедрой теории и истории музыки Хабаровского института искусств и культуры (ныне — Хабаровский государственный институт культуры — ХГИК).
В 1964 году — в составе жюри краевого смотра сельской художественной самодеятельности.
В 1968 году — в составе жюри первого дальневосточного (безымянного) джаз-фестиваля.

Памятник на могиле Ю. Владимирова

Скончался 22 июня 1978 года в Хабаровске, умер в результате роковой ошибки медсестры. Похоронен на Центральном кладбище Хабаровска, сектор № 1 (Писательский).
Вдова: 

«К сожалению, у него было слабое сердце, и получилось так, что он рано ушел из жизни. В 44 года у него был первый инфаркт, а в 52 года (на 53 году) он умер».
На его похороны собрались музыканты из разных городов Дальнего Востока.
Могила взята на госохрану решением Малого Совета Хабаровского краевого совета народных депутатов «Об утверждении списка памятников истории и культуры краевого значения, подлежащих государственной охране» № 172 от 20.08.1993 г.

## Вклад в искусство
Заложил первоосновы регионального композиторского фольклоризма.
Дальневосточному периоду творчества (с 1958 г.) предшествовал одесский, поэтому этнические основы стиля были смешанными, украинско-русскими, к чему подключились восточнославянские переселенческие традиции Дальнего Востока.
Критиковал умеренно-академическую линию местных композиторов, композиторов-любителей, самодеятельных композиторов-хормейстеров, в которой отмечал традиционность, опору на шаблоны, стандарты песен 1920 — 30-х гг., «цитированные» мелодические обороты и гармонии, сочинения конъюнктурных произведений.
Юрий Владимиров:
Если вы готовите концертную программу, то продумать необходимо все до мелочей. В каком месте будет эмоциональная кульминация. Нельзя допустить, чтобы зрители утомились от концерта. Надо сделать так, чтобы они еще хотели послушать, а концерт уже закончился. Зритель должен быть чуть-чуть не удовлетворен. Гораздо хуже, когда концерт затянут, и зрители начинают покидать зал...
Я в своем творчестве стараюсь обходиться без экспериментов. Но обновление музыкального языка, средств выразительности необходимо каждому композитору. Иначе его творческая работа потеряет содержательность, эмоциональность и будет малоинтересной слушателям. Важно только, чтобы любой момент этого обновления был глубоко продуман, выстрадан, иначе говоря, необходим самому композитору для его замысла...
Воспоминания вдовы Тамары Петровны Владимировой:
Студенты Хабаровского музыкального училища, перед экзаменами на двери кафедры ему однажды мелом написали: «Не надо»... Вот какая была популярность!»
Из-под его пера буквально вылетали сочинения — симфонии, концерты, сюиты, оперетты, кантаты, песни, причем нередко эти произведения имели ярко выраженную дальневосточную направленность. Так появилась песня «Хабаровские огни», без которой долгое время не обходился ни один официальный (и не только) концерт. В последние годы жизни работал над масштабной ораторией «Первопроходцы» — для солистов, смешанного и детского хоров и симфонического оркестра. Друзья композитора вспоминают, что даже в больнице, буквально за день до своей кончины, Юрий Яковлевич редактировал сочинения молодых авторов.

## Семья
- Мать Розалия Ройзман — пианистка и концертмейстер Одесского оперного театра.
- Отец Яков Яковлевич Герц (псевд. Бродский, Владимиров) — солист Одесского оперного театра.
- Первая жена Вероника Борисовна Дударова (1916—2009) — дирижер, народная артистка СССР.
- Вторая жена Тамара Петровна Владимирова, в девич. Юрьева (1934—2016), поженились в 1961 году, врач, доктор биологических наук, эпидемиолог и вирусолог, директор хабаровского Научно-исследовательского института эпидемиологии и микробиологии.
- Дочь Наталья Юрьевна Владимирова — акушер-гинеколог, доктор медицинских наук, профессор кафедры акушерства и гинекологии ДВГМУ, заместитель главного врача Хабаровского краевого перинатального центра.
- Внук Юрий, названный в честь деда[16].

## Награды и звания
Медаль «За трудовое отличие» (1967).
Премия Хабаровского комсомола в области литературы и искусства (1975).
Заслуженный деятель искусств РСФСР (1976).

## Основные произведения

### Первые произведения
- «Папанинцы» — соната и пьеса для фортепиано (1937).
- Прелюдия для фортепиано (1946).

### Балеты
- «Живая сказка», либретто А. Рындиной (1952).
- «Счастье», либретто П. Кашина (1957).
- «Им было 17» /«Уходили комсомольцы», либретто Л. Дьяченко (1969).
- «Романтики» (Хабаровск, 1973).

### Оперетты
- «Амурские зори», пьеса Л. Ицкопа и М. Разумного, стихи П. Алдахина (1962).
- «Счастливого пути» (пьеса П. Алдахина) в 2-х действиях (1963).
- «Девушки решают сами», пьеса В. Юлина и К. Иванова (1965).
- «Товарищ Икс» (пьеса Л. Квина) в 3-х действиях (1966).
- «Лицом к лицу» (Хабаровск, 1972).

### Кантаты
- «Воссоединение», о воссоединении Украины с Россией (для меццо-сопрано, смешанного хора и оркестра, сл. В. Готмана, 1953).
- «Здравствуй, БАМ!» (сл. Е. Головкина) для чтеца, солиста, женского хора и симфонического оркестра.

### Симфонии
- «Первая симфония» (1946)
- «Утро Победы», вторая симфония (1948).
- «Русская», третья симфония (1949), впервые прозвучала на Выездном пленуме правления украинских композиторов 21 декабря 1952 года.
- «Памяти Сергея Лазо», четвертая симфония, для солиста, хора и симфонического оркестра (сл. Р. Добровенского, 1961). Написана в расчёте на сводный состав хоровой группы ансамбля КДВО и хора Хабаровского училища искусств (В. Чернин, руководитель Хабаровского молодежного хора указал, что хор мало задействован в произведениях местных композиторов).

### Музыкальные произведения
- Для скрипки и фортепьяно в 4-х частях: 3 сонаты (1944, 1946, 1947, 2-я ред. 1960), сюита (1971).
- Поэма для виолончели и фортепьяно (1944).
- Соната для фортепьяно (1945).
- Увертюра «Молодая гвардия» (1949) /дипломная работа.
- Драматический монолог «Смерть поэта» (сл. М. Лермонтова, 1949).
- Сюита из балета «Живая сказка» (1951).
- Сюита из балета «Счастье» (1957).
- «Марш юных ленинцев» (сл. И. Кривоханского, 1957).
- Вокальный цикл «Золотая просека» для баритона и фортепьяно (стихи П. Комарова, 1963).
- Вокальный цикл «Десять песен для детей» (стихи В. Шульжика, 1965).
- Цикл «Ленин в сердце» (шесть баллад для хора без сопровождения, стихи К. Иванова, 1965—1969).
- «Героическая поэма» (к 100-летию со дня рождения В. И. Ленина, 1970).
- «Дальневосточный концерт» для фортепьяно с оркестром (1970), в сотрудничестве с солистом Хабаровской филармонии пианистом Вячеславом Соболевским. Концерт исполнялся на радио, на концертах в дальневосточном регионе, во время творческого отчёта Дальневосточного отделения Союза композиторов в Москве с оркестром под управлением В. Дударовой (1972).
- Струнный квартет № 1 «Памяти павших героев Гражданской и Великой Отечественной войн» в 3-х действиях (1970).
- Сюита для фортепьяно в 6-ти частях (1971).
- Цикл песен (сл. Л. Завальнюка, 1971).
- Два романса (стихи П. Комарова).
- «Поэма памяти Петра Комарова» для симфонического оркестра (1972), дирижёр Виктор Тиц.
- Концерт «Военная рапсодия» для фортепьяно с оркестром.
- Оратория «Первопроходцы» (сл. Е. Головкина) в 6-ти частях для солистов, смешанного и детского хоров и симфонического оркестра, начиная с Ерофея Хабарова (1-я часть Запев, 2-я часть Страницы истории: № 1 Дума Ерофея Хабарова, № 2 Дорогие имена, № 3 В годы огненные… № 4 Пароход «Колумб», № 5 От Комсомольска до БАМа, № 6 Мечтатели; Песня партизанки, Партизанский марш, Белогвардейская похвальба, 1975).
- «Медленный вальс»[19] для фортепиано.

### Музыка к спектаклям и к постановкам литературного театра
- «До встречи, Земля» Р. Романова (1961).
- «За далью — даль» А. Твардовского (1963).
- «Каменный властелин» Л. Украинки (1956).
- «Король Лир» В. Шекспира (1963).
- «Миллион за улыбку» А. Софронова (1960).
- «Незабываемый 1919» В. Вишневского (1949), Одесский государственный Русский драматический театр им. А. Иванова.
- «Опасный возраст» С. Нариньяни (1960).
- «Письмо в XXX в.» Р. Рождественского (1963).
- «Последний сигнал» И. Гайдаенко (1956).
- «Разбойники» Ф. Шиллера (1952).
- «Флаг Родины» А. Близнюка (1956).
- «Честь смолоду» А. Первенцева (1950).

### Музыка к кинофильмам
- «Начальник станции» (1953), Одесская киностудия.
- «Здравствуй, утро» (1957), Одесская киностудия.

### Романсы и песни
- «Все мы — земляки» (стихи К. Иванова).
- Баллада «Белая береза» для баритона и фортепьяно (стихи К. Иванова).
- «С тобой, партия» (стихи И. Коффа).
- «Не надо» (стихи Б. Брянского), романс, исполняла Клавдия Шульженко.
- «Весенняя песенка» (стихи К. Иванова).
- «На слободке» (стихи К. Иванова).
- «Первое свидание» (стихи Д. Цирулика).
- «Хабаровские огни» (стихи Г. Буравлева).
- «Чем ты дорог мне, Дальний Восток?» (стихи Л. Завальнюка).
- «Песня об Амуре» из оперетты «Амурские зори».
- «Песня строителей» из оперетты «Амурские зори».
- «На Дальнем Востоке у нас» (стихи Л. Завальнюка).
- «Хабаровск-Ниигата» (стихи А. Карасика).
- «Ленина орден на знамени нашем» (стихи В. Шульжика).
- «Подруги» (стихи А. Карасика).
- «Остров-легенда» (стихи А. Карасика).
- Баллада «Скажи мне, мама» (стихи А. Карасика).
- «Я спою тебе» (стихи Л. Миланич).
- «На комсомол держи равнение» (стихи В. Шульжика).
- «Стадион» (стихи К. Иванова).
- «Пограничный наряд» (стихи А. Карасика).
- Баллада о первом салюте (стихи Е. Головкина).
- Баллада о Дикопольцеве (стихи Е. Головкина).
- «Это наши с тобой имена» (стихи В. Шульжика).
- «В Лазовском районе» (стихи В. Шульжика).
- «Расскажи, нам Кия, расскажи» (стихи В. Шульжика).
- «Наш XXV съезд» (стихи Е. Головкина).
- «Золотая Амгунь» (стихи В. Шульжика).
- «Донбасс» (стихи Е. Головкина).
- Цикл «Наша зима» (стихи Е. Головкина):
  - «Таёжный характер»,
  - «Зимняя рыбалка»,
  - «Разговор с елкой»,
  - «Мы любим русский хоккей».
- «Наша Алонка» (стихи Е. Головкина).
- «На свете края нет родней» (стихи Е. Головкина).
- «Людям нежность нужна».
- «Край любимый» (стихи Е. Головкина).
- «Рыбацкий вальс» (стихи Ю. Квятковского).
- «Марш понтонеров».
- «Горит огонь» (стихи Б. Герцберга).
- «Песня о родном заводе» (стихи Е. Головкина).
- «Чегдомынский уголёк» (стихи В. Шульжика).
- «У истоков Буреи» (стихи В. Шульжика).
- «Комсомольский огонь» (стихи В. Шульжика).
- «Моя судьба» (стихи В. Шульжика).
- «А дома стены помогают» (стихи Е. Головкина).
- «Таежный поселок Де-Кастри» (стихи Е. Головкина).
- «Ленин на Амуре был».
- «Шесть баллад о Ленине» для хора.

## Адреса
Хабаровск, ул. Льва Толстого, 1 (Дом-специалистов).

## Память

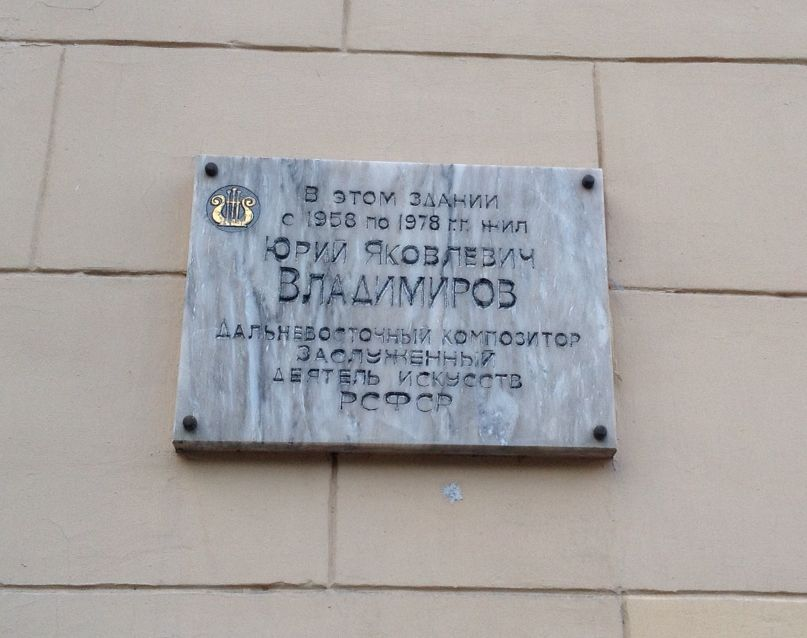
Мемориальная доска Ю. Владимирову

В Хабаровске проходит ежегодный Открытый дальневосточный конкурс молодых композиторов им. Ю. Я. Владимирова.
На доме в Хабаровске по ул. Льва Толстого, 1, в 1996 году установлена мемориальная доска:
В этом здании с 1958 по 1978 г.г. жил Юрий Яковлевич Владимиров дальневосточный композитор заслуженный деятель искусств РСФСР
В Одессе была улица Владимирова. Ныне переименована в улицу Братьев Поджио.

## Нотография
- Владимиров Ю. Я. Дальневосточный концерт для фортепиано с оркестром: клавир. — М., 1970. — 134 с.
- Владимиров Ю. Я. Первопроходцы. Оратория в шести частях для солистов, детского и смешанного хоров и симфонического оркестра: клавир. — М., 1976. — 156 с.
- Владимиров Ю. Я. Симфония памяти Сергея Лазо: клавир. — Хабаровск, 1961. — 92 с.